# Mocella eta
Mocella eta är en snäckart som först beskrevs av Ludwig Pfeiffer 1853.  Mocella eta ingår i släktet Mocella och familjen Charopidae. Inga underarter finns listade i Catalogue of Life.